# Fujiwara no Sanesuke
Fujiwara no Sanesuke (藤原 実資) (né en 957, mort le 26 février 1046), aussi connu sous le nom Go-Ono no Miya (後小野宮), est le quatrième fils de Fujiwara no Tadatoshi. Il est nommé udaijin (Ministre de droite) en 1021. Il devient héritier adopté de son grand-père Fujiwara no Saneyori, chef de la famille Ononomiya (小野宮家), et hérite de vastes territoires et de documents de la famille. Sa maîtrise des usages et des rites le fait appeler Kenjin Ufu (賢人右府) (« Udaijin le sage »). Pendant cinquante ans il écrit son journal intitulé Shōyūki (小右記).
Sanesuke est cité dans le Journal de Murasaki Shikibu, l'auteur du  Genji Monogatari, dans lequel elle le loue de sortir de l'ordinaire et décrit en détail un certain nombre d'occasions où se révèle son comportement superstitieux. Dans le journal, il est rapporté que plusieurs fois Sanesuke a convoqué des exorcistes et qu'il fait frapper les gongs par des enfants pour se guérir de maladies ou se libérer de cauchemars.
Il est marié à une fille de Minamoto no Koremasa (descendant de l'empereur Montoku) ainsi qu'à la princesse Enshi (婉子女王), fille du prince impérial Tamehira, qui est une consort de l'empereur Kazan et épouse Sanesuke après que l'empereur se soit fait prêtre. De ces deux mariages il n'a pas d'enfants et adopte donc des neveux. À la fin de sa vie, il a cependant deux fils avec des servantes. 
- Ryōen (良円) - prêtre
- Chifuru (千古) (fille) - mariée à Fujiwara no Kaneyori (fils de Fujiwara no Yorimune)

Il adopte deux fils de son frère ainé, Fujiwara no Kanehira : 
- Sukehira (資平) (986–1068) - héritier de la famille Ononomiya
- Sukeyori (資頼)

## Sources
- Frederic, Louis (2002). "Japan Encyclopedia." Cambridge, Massachusetts: Harvard University Press.
- Sansom, George (1958). 'A History of Japan to 1334'. Stanford, California: Stanford University Press.
- Tsuchida, Naoshige (1973). Nihon no Rekishi No.5. Tokyo: Chuokoron-sha.
- Hosaka, Hiroshi (traduction en japonais moderne) (1981) Ōkagami monogatari, Tokyo: Kōdansha.

## Source de la traduction
- (en) Cet article est partiellement ou en totalité issu de l’article de Wikipédia en anglais intitulé « Fujiwara no Sanesuke » (voir la liste des auteurs).